# U-Bahnhof Dejvická

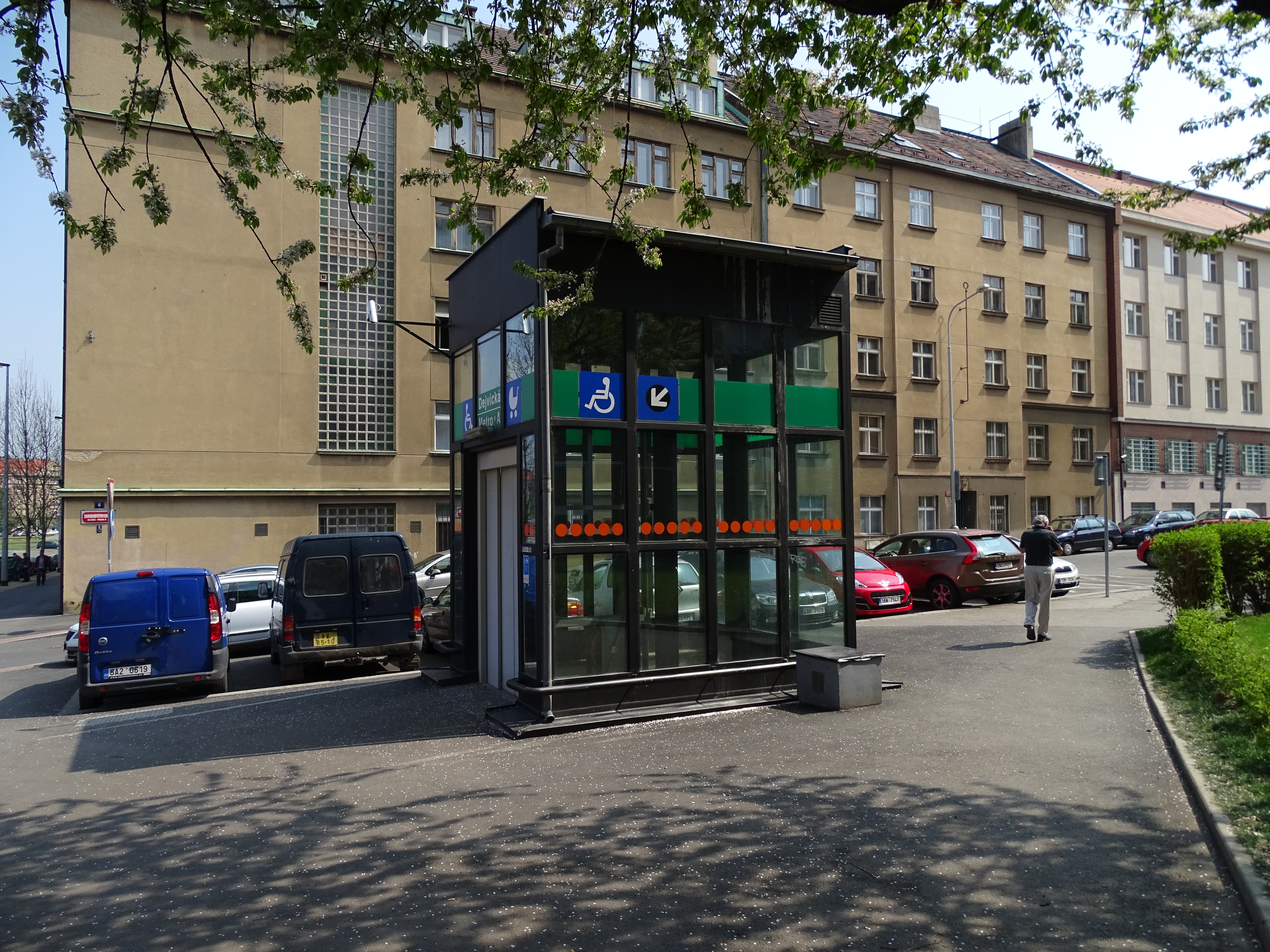
Aufzug zur Station Dejvická

Dejvická ist eine Station der Prager Metro auf der Linie A. Sie liegt unter dem Vítězné náměstí im Stadtteil Dejvice der tschechischen Hauptstadt Prag.
Die Station wurde ab 1973 erbaut und am 12. August 1978 mit der Inbetriebnahme der Linie A als Leninova eröffnet. Sie war bis zur Verlängerung der Linie bis  Nemocnice Motol am 6. April 2015 Endstation. Der Bahnsteig liegt in einer Tiefe von etwa elf Metern und ist über zwei Zugänge vom Vítězné náměstí und von der Straße Evropská erreichbar. Zwei Aufzüge ermöglichen den barrierefreien Zugang. Die Station Dejvická hat direkten Anschluss an mehrere Straßenbahn- und Stadtbuslinien der Verkehrsbetriebe der Hauptstadt Prag (DPP).
Bis 2029 soll in unmittelbarer Nähe eine neue unterirdische Haltestelle Praha-Dejvice an der Bahnstrecke Praha–Chomutov gebaut werden. Damit wird die U-Bahnstation zu einem bedeutenden Umsteigeknoten zur Esko Prag und dem übrigen Eisenbahnverkehr in Richtung Rakovník aufgewertet.